# خطط الحرب المرمزة بالألوان للولايات المتحدة
خلال عشرينيات وثلاثينيات القرن العشرين، وضعت القوات المسلحة للولايات المتحدة عددًا من خطط الحرب المرمزة بالألوان والتي حددت الاستراتيجيات الأمريكية المحتملة لمجموعة متنوعة من سيناريوهات الحرب الافتراضية. سُحبت الخطط التي وضعتها لجنة التخطيط المشتركة (التي أصبحت فيما بعد هيئة الأركان المشتركة)، رسميًا في عام 1939 عند اندلاع الحرب العالمية الثانية لصالح خمس خطط "قوس قزح" تم تطويرها لمواجهة تهديد حرب المحيطين ضد أعداء متعددين.

## قائمة مخططات الألوان
ومن المعروف أن الخطط التالية كانت موجودة: 

### خطة الحرب السوداء[2]
خطة للحرب مع ألمانيا. تم تصور النسخة الأكثر شهرة من الخطة السوداء كخطة طوارئ أثناء الحرب العالمية الأولى في حالة سقوط فرنسا، ومحاولة الألمان الاستيلاء على جزر الهند الغربية الفرنسية في البحر الكاريبي، أو شن هجوم على الساحل الشرقي.

### خطة الحرب الرمادية[3]
كانت هناك خطتان للحرب تحملان اسم الرمادي. الأولى تتعلق بأمريكا الوسطى والكاريبي، والثانية تتعلق بغزو جزر الأزور البرتغالية.

### خطة الحرب البنية[5]
تتعلق بانتفاضة في الفلبين.

### خطة الحرب السمراء[7]
التدخل في كوبا.

### خطة الحرب الحمراء[8]
خطة للإمبراطورية البريطانية، مع متغيرات فرعية محددة للممتلكات البريطانية:
- القرمزي: كندا
- الياقوتي: الهند
- القرمزي: أستراليا
- العقيق: نيوزيلندا
- الزمرد: الدولة الأيرلندية الحرة

### خطة الحرب البرتقالية[9]
خطة لإمبراطورية اليابان.

### خطة الحرب الحمراء والبرتقالية[10]
تعتبر حربًا على جبهتين حيث تعارض الولايات المتحدة (الزرقاء) إمبراطورية اليابان (البرتقالية) والإمبراطورية البريطانية (الحمراء) في وقت واحد (التحالف الأنجلو ياباني). أدى هذا التحليل إلى فهم أن الولايات المتحدة ليس لديها الموارد لخوض حرب على جبهتين. ونتيجة لذلك، تقرر إعطاء الأولوية لجبهة واحدة للهجوم بينما تكون الأخرى دفاعية، للحرب ضد الأراضي البريطانية في أمريكا الشمالية والمحيط الأطلسي وضد بريطانيا واليابان في المحيط الهادئ على التوالي. أدى هذا القرار إلى مذكرة خطة الكلب أثناء الحرب العالمية الثانية، واستبدال بريطانيا بألمانيا وإيطاليا بدلاً من ذلك.

### خطة الحرب الصفراء[11]
تعاملت مع الحرب في الصين - على وجه التحديد، توقع تكرار انتفاضة الملاكمين (1899-1901). ستنشر خطة الحرب الصفراء جيش الولايات المتحدة في تحالف مع قوات إمبريالية أخرى لقمع السخط المحلي في مستوطنة شنغهاي الدولية وحي المفوضية في بكين، بالأسلحة الكيميائية إذا لزم الأمر.

### خطة الحرب الذهبية[15]
تضمنت الحرب مع فرنسا و/أو مستعمرات فرنسا في منطقة البحر الكاريبي.

### خطة الحرب الخضراء[16]
تضمنت الحرب مع المكسيك أو ما عُرف بـ "التدخل المحلي المكسيكي" بهدف هزيمة القوات المتمردة وتأسيس حكومة موالية لأمريكا. تم إلغاء خطة الحرب الخضراء رسميًا في عام 1946.

### خطة الحرب النيلية[17]
تضمنت احتلال أيسلندا. في عام 1941، بينما كانت الدنمارك تحت الاحتلال الألماني، احتلت الولايات المتحدة أيسلندا بالفعل، وحلت محل الوحدات البريطانية أثناء معركة الأطلسي.

### خطة الحرب الأرجوانية[18]
تعاملت مع غزو إحدى جمهوريات أمريكا الجنوبية.

### خطة الحرب البنفسجية[19]
غطت أمريكا اللاتينية.

### خطة الحرب البيضاء[20]
تعاملت مع انتفاضة محلية في الولايات المتحدة وتطورت لاحقًا إلى عملية الحديقة، الخطة العسكرية الأمريكية العامة للاضطرابات المدنية والاحتجاجات السلمية. استُخدمت أجزاء من خطة الحرب البيضاء للتعامل مع قوة المشاة الإضافية في عام 1932. اعتبر مؤلفو خطة الحرب البيضاء المتمردين الشيوعيين التهديد الأكثر احتمالاً.

### خطة الحرب الزرقاء[21]
غطت الخطط الدفاعية والاستعدادات التي يجب على الولايات المتحدة اتخاذها في أوقات السلم.
لم يتم إعداد خطة حربية تجاه الاتحاد السوفييتي. 

## الألوان
إن رغبة الجيش والبحرية في استخدام نفس الرموز في خططهم أدت إلى استخدام الألوان في تخطيط الحرب في الولايات المتحدة. بحلول نهاية عام 1904، اعتمدت اللجنة المشتركة نظامًا من الألوان والرموز والأسماء المختصرة لتمثيل الدول.  أصبحت العديد من خطط الحرب معروفة بلون الدولة التي كانت مرتبطة بها، وهي وسيلة استمرت خلال الحرب العالمية الثانية. مع ترسيخ اتفاقية استخدام الألوان، تمت إعادة استخدام بعضها في النهاية، مثل اللون الرمادي، الذي كان يشير في الأصل إلى إيطاليا ولكنه أصبح في النهاية خطة للاستيلاء على جزر الأزور البرتغالية واحتلالها. في جميع الخطط، أشارت الولايات المتحدة إلى نفسها باسم "الأزرق". 
كانت الخطة التي حظيت بأكبر قدر من الاهتمام هي خطة الحرب البرتقالية، وهي عبارة عن سلسلة من خطط الطوارئ لخوض حرب مع اليابان وحدها، والتي تم تحديدها بشكل غير رسمي في عام 1919 ورسميًا في عام 1924.  شكلت المنطقة البرتقالية جزءًا من الأسس للحملة الفعلية ضد اليابان في الحرب العالمية الثانية وشملت الحصار الاقتصادي الضخم من البر الرئيسي للصين وخطط اعتقال السكان الأمريكيين اليابانيين.
كانت خطة الحرب الحمراء خطة للحرب ضد الإمبراطورية البريطانية.  كانت للمستعمرات والممتلكات البريطانية خطط حربية بدرجات مختلفة من اللون الأحمر: كانت المملكة المتحدة "حمراء"، وكندا "قرمزية"، والهند "ياقوتية"، وأستراليا "قرمزية"، ونيوزيلندا "عقيقية". أيرلندا، التي كانت في ذلك الوقت دولة حرة ضمن الإمبراطورية البريطانية، كانت تسمى "الزمرد". 
كانت خطة الحرب السوداء خطة للحرب مع ألمانيا. كانت النسخة الأكثر شهرة من الخطة السوداء بمثابة خطة طوارئ خلال الحرب العالمية الأولى في حالة سقوط فرنسا ومحاولة الألمان الاستيلاء على الممتلكات الفرنسية في منطقة البحر الكاريبي أو شن هجوم على الساحل الشرقي.

## اعتبارات
كانت العديد من خطط الحرب غير محتملة للغاية بالنظر إلى حالة العلاقات الدولية في عشرينيات القرن العشرين وكانت متوافقة تمامًا مع التخطيط العسكري للدول القومية الأخرى. غالبًا ما كان يُعهد إلى الضباط العسكريين الصغار بمهمة تحديث كل خطة لإبقائهم مدربين ومنشغلين (خاصة في حالة خطة الحرب القرمزية، غزو كندا). تم تعديل بعض ألوان خطة الحرب بمرور الوقت، مما قد يؤدي إلى ارتباك.
على الرغم من أن الولايات المتحدة خاضت حربها الأخيرة ضد ألمانيا، وكانت ستخوض حربًا أخرى خلال عشرين عامًا، فقد نشأت ضغوط محلية مكثفة على الجيش للتوقف عندما أصبح معروفًا أن الجيش كان يبني خطة لشن حرب مع ألمانيا؛ وعارض الانعزاليون أي تفكير في التدخل في صراع أوروبي مستقبلي. وربما شجع هذا الجيش على التركيز على سيناريوهات أكثر تخيلية عند التخطيط للتدريبات.

## الأمريكتين

### خطة الحرب الخضراء
خلال العقد الأول من القرن العشرين، كانت العلاقات بين المكسيك والولايات المتحدة متقلبة في كثير من الأحيان. في عام 1912، فكر الرئيس الأمريكي ويليام هوارد تافت في إرسال قوة استكشافية لحماية الممتلكات المملوكة للأجانب أثناء الثورة المكسيكية. وهكذا تم تطوير خطة الحرب الخضراء. في عام 1916، غزت القوات الأمريكية بقيادة الجنرال جون بيرشينج المكسيك بحثًا عن بانشو فيا، الذي هاجم جيشه مدينة كولومبوس في ولاية نيو مكسيكو؛ وفي وقت سابق، قصفت القوات البحرية الأمريكية ميناء فيراكروز المكسيكي واستولت عليه وأجبرت فيكتوريانو هويرتا على الاستقالة من الرئاسة. في عام 1917، اعترضت المخابرات البريطانية برقية من وزارة الخارجية الألمانية إلى سفارتها في مدينة مكسيكو تعرض التحالف ضد الولايات المتحدة والمساعدة في استعادة المكسيك للجنوب الغربي. وقد ساعد نشر برقية زيمرمان في الصحف الأميركية على تحويل الرأي العام الأميركي ضد ألمانيا، كما أدى إلى مزيد من تسميم الأجواء بين الولايات المتحدة والمكسيك. ظلت العلاقات مع المكسيك متوترة خلال عشرينيات وثلاثينيات القرن العشرين.

### أمريكا اللاتينية
بين الحرب الأهلية الأمريكية والحرب العالمية الأولى، تدخل الجيش الأمريكي في شؤون دول أمريكا اللاتينية، بما في ذلك كولومبيا وبنما وهايتي وكوبا ونيكاراغوا. وفي هذا السياق، تم النظر في أجزاء من المخططين "الرمادي" و"الأرجواني"، على الرغم من عدم تفعيلهما رسميًا.

### خطط الحرب المتعددة الأطراف
وتم توسيع بعض الخطط لتشمل الحرب ضد تحالف من القوى المعادية. كانت الخطة الأكثر تفصيلاً هي خطة الحرب الحمراء والبرتقالية، والتي تضمنت حرباً على جبهتين ضد بريطانيا واليابان. كان هذا هو الاحتمال الطارئ الذي أثار قلق مخططي الحرب الأميركيين إلى أقصى حد، لأنه كان يستلزم حرباً في محيطين ضد قوى بحرية كبرى. على الرغم من انتهاء التحالف الأنجلو ياباني عام 1902 بموجب معاهدة القوى الأربع عام 1921، إلا أن الجنرالات الأميركيين لم يستبعدوا احتمال رغبة بريطانيا في السعي إلى تحالف مع اليابان مرة أخرى إذا اندلعت الحرب. كانت النظريات التي تم تطويرها في خطة الحرب الحمراء والبرتقالية مفيدة خلال الحرب العالمية الثانية، عندما اشتبكت الولايات المتحدة مع قوى المحور في المحيط الأطلسي والمحيط الهادئ في وقت واحد.

## خطط قوس قزح
اغتنمت اليابان الفرصة التي أتاحتها لها الحرب العالمية الأولى لترسيخ نفسها كقوة استراتيجية كبرى في المحيط الهادئ. اعتبر معظم المسؤولين والمخططين الأميركيين آنذاك أن الحرب مع اليابان محتملة للغاية. وقد تراجعت المخاوف عندما أوقفت الحكومة المدنية في اليابان مؤقتا برنامجها للتوسع العسكري، ولكن تم استئنافه في عام 1931. كانت خطة الحرب البرتقالية هي الأطول والأكثر تفصيلاً من بين خطط الألوان.
ومع ذلك، في أعقاب الحرب الصينية اليابانية الثانية في عام 1937 والأحداث في أوروبا في الفترة 1938-1940 (أنشلوس واتفاقية ميونيخ والاحتلال الألماني لتشيكوسلوفاكيا واتفاق مولوتوف-ريبنتروب والغزو الألماني لبولندا وأوروبا الغربية)، أدرك مخططو الحرب الأميركيون أن الولايات المتحدة تواجه حربًا على جبهات متعددة ضد تحالف من الأعداء. لذلك، قامت هيئة التخطيط المشتركة بتطوير سلسلة جديدة من خطط "قوس قزح"   - حيث يعتبر المصطلح امتدادًا منطقيًا لخطط "الألوان" السابقة.
- كانت قوس قزح 1 خطة لحرب دفاعية لحماية الولايات المتحدة والنصف الغربي من الكرة الأرضية شمال خط عرض عشر درجات جنوبًا. وفي مثل هذه الحرب، كان من المفترض أن تكون الولايات المتحدة بلا حلفاء رئيسيين.
- كان قوس قزح 2 مطابقًا تمامًا للأولى، باستثناء افتراض أن الولايات المتحدة ستكون متحالفة مع فرنسا والمملكة المتحدة.
- كانت قوس قزح 3 تكرارًا للخطة البرتقالية، مع شرط تأمين دفاع نصف الكرة الأرضية أولاً، كما هو منصوص عليه في قوس قزح 1.
- استندت عملية قوس قزح 4 على نفس الافتراضات التي استندت إليها عملية قوس قزح 1 ولكنها وسعت نطاق المهمة الأمريكية لتشمل الدفاع عن نصف الكرة الغربي بأكمله.
- كان من المقرر أن تكون خطة قوس قزح 5 هي الأساس للاستراتيجية الأمريكية في الحرب العالمية الثانية، حيث افترضت أن الولايات المتحدة كانت متحالفة مع بريطانيا وفرنسا، كما وفرت أيضًا العمليات الهجومية للقوات الأمريكية في أوروبا أو أفريقيا أو كليهما. [30]

تمت مناقشة الافتراضات والخطط الخاصة بـ قوس قزح 5 على نطاق واسع في مذكرة خطة الكلب، والتي خلصت في النهاية إلى أن الولايات المتحدة ستلتزم باستراتيجية أوروبا أولاً في الحرب العالمية الثانية. 

### تسريب خطة قوس قزح 5
في الرابع من ديسمبر عام 1941، أي قبل ثلاثة أيام من الهجوم الياباني على بيرل هاربور، نشرت صحيفة شيكاغو تريبيون، تحت عنوان "خطط الحرب التي وضعها روزفلت!"، إلى جانب صحيفة تايمز هيرالد في واشنطن العاصمة، خطة قوس قزح الخامسة. كشفت المقالات، التي كتبها مراسل صحيفة تريبيون في واشنطن، تشيسلي مانلي، عن خطط لبناء جيش قوامه 10 ملايين رجل مع قوة استكشافية قوامها خمسة ملايين رجل يتم إرسالها إلى أوروبا في عام 1943 من أجل هزيمة ألمانيا النازية. 
وقد أثار هذا النشر عاصفة من الجدل في الولايات المتحدة، حيث زعم الساسة الانعزاليون أن روزفلت كان ينتهك تعهده بإبقاء البلاد خارج الحرب الأوروبية، في حين اتهم وزير الحرب هنري ستيمسون الصحف بالسلوك غير الوطني وأشار إلى أنه سيكون تقصيرًا في أداء الواجب من جانب وزارة الحرب إذا لم تخطط لكل طارئ. وفي اليوم التالي، سخرت ألمانيا علنًا من الخطة، متشككة في "ما إذا كان الشحن العالمي بأكمله سيكون كافيًا لنقل 5 ملايين جندي إلى أوروبا، ناهيك عن توفير الإمدادات لهم هناك".
وعلى المستوى الخاص، اعتبرت هيئة الأركان العامة الألمانية نشر الخطط بمثابة معلومات استخباراتية قيمة للغاية واستخدمت تهديدها بقوة أميركية قوامها خمسة ملايين رجل في عام 1943 للدفاع عن وقف غزو الاتحاد السوفييتي مؤقتًا، وتركيز القوات الألمانية في الغرب. لقد رفض أدولف هتلر هذه الفكرة بشدة. ويشير المؤرخ توماس فليمنج إلى أن ألمانيا ربما كانت لتنتصر على المملكة المتحدة والولايات المتحدة لو لم يفعل ذلك. لم يتم تحديد مصدر التسريب مطلقًا، مع وجود تكهنات تشير إلى عدة احتمالات، بما في ذلك الضباط العسكريون الساخطون أو الانعزاليون وحتى الرئيس روزفلت نفسه. 

## قراءة إضافية
- Morton، Louis (2000) [1960]. "Germany First: The Basic Concept of Allied Strategy in World War II". في Kent Roberts Greenfield (المحرر). Command Decisions. United States Army Center of Military History. CMH Pub 70-7. مؤرشف من الأصل في 2024-12-21.

## روابط خارجية
- غزو 1935، خطة الحرب القرمزية